# Vincenzo Modica
Vincenzo Modica (* 2. März 1971 in Mistretta) ist ein italienischer Langstreckenläufer, der seine größten Erfolge im Marathon hatte.
1991 wurde er italienischer Meister im 10.000-Meter-Lauf, 1993 und 1997 im Crosslauf, von 1992 bis 1994 im Halbmarathon und 2004 im Marathon.
1996 wurde er Dritter des Venedig-Marathons in seiner persönlichen Bestzeit von 2:11:39 h. Bei den Leichtathletik-Europameisterschaften 1998 in Budapest holte er die Bronzemedaille und bei den Leichtathletik-Weltmeisterschaften 1999 in Sevilla die Silbermedaille hinter Abel Antón (ESP) und vor Nobuyuki Satō (JPN). Beim Marathon der Olympischen Spiele 2000 in Sydney erreichte er nicht das Ziel.
2005 wurde er als Vierter der Maratona di Sant’Antonio italienischer Marathonmeister mit einer Zeit von 2:14:03 h.
Der Läufer mit dem Spitznamen „Massimo“ ist 1,68 m groß, wiegt 53 kg und startet für den Verein Fiamme Oro Padova. Er ist verheiratet, hat einen Sohn und ist bei der Polizei angestellt.